# پوند مالاوی
پوند مالاوی (به انگلیسی: Malawian pound) یکای پول رایج در کشور مالاوی است. مسئولیت کنترل این واحد پولی برعهدهٔ بانک مرکزی مالاوی قرار دارد.